# Sid Raymond
Pour les articles homonymes, voir Raymond.
Sid Raymond est un acteur américain né le 21 janvier 1909 à New York, décédé le 1er décembre 2006 à Aventura en Floride (États-Unis).

## Filmographie
- 1947 : Naughty But Mice : Katnip (voix)
- 1948 : Robin Hood-Winked : Little John (voix)
- 1950 : Mice Meeting You : Katnip (voix)
- 1950 : Pleased to Eat You : Hungry Lion (voix)
- 1950 : Popeye Makes a Movie : Ali, Third Thief (voix)
- 1951 : One Quack Mind : Baby Huey (voix)
- 1951 : Mice Paradise : Katnip (voix)
- 1951 : Party Smarty : Baby Huey (voix)
- 1951 : Cat-Choo : Katnip (voix)
- 1951 : Cat Tamale : Katnip (voix)
- 1951 : Scout Fellow : Baby Huey (voix)
- 1952 : Cat Carson Rides Again : Katnip (voix)
- 1952 : City Kitty : Katnip (voix)
- 1952 : Clown on the Farm : Baby Huey (voix)
- 1952 : Mice-capades : Katnip (voix)
- 1952 : Feast and Furious : Katnip (voix)
- 1953 : Of Mice and Magic : Katnip (voix)
- 1953 : Starting from Hatch : Baby Huey (voix)
- 1953 : Herman the Catoonist : Katnip (voix)
- 1953 : Drinks on the Mouse : Katnip (voix)
- 1953 : Popeye, the Ace of Space : Various Martians (voices)
- 1953 : Huey's Ducky Daddy : Baby Huey (voix)
- 1953 : Northwest Mousie : Katnip (voix)
- 1954 : Surf and Sound : Katnip (voix)
- 1954 : Popeye's 20th Anniversary : Jerry Lewis (voix)
- 1954 : Of Mice and Menace : Katnip (voix)
- 1954 : Ship A-Hooey : Katnip (voix)
- 1954 : Rail Rodents : Katnip (voix)
- 1955 : Robin Rodenthood : Katnip (voix)
- 1955 : Git Along Li'l Duckie : Baby Huey (voix)
- 1955 : Bicep Built for Two : Katnip (voix)
- 1955 : Mouse Trapeze : Katnip (voix)
- 1955 : Une fille comme ça (I Am a Camera) : premier homme
- 1955 : Mousieur Herman : Katnip (voix)
- 1956 : Mouseum : Katnip (voix)
- 1956 : Swab the Duck : Baby Huey (voix)
- 1956 : Will Do Mousework : Katnip (voix)
- 1956 : Mousetro Herman : Katnip (voix)
- 1956 : Fright : Van driver
- 1956 : The Heckle and Jeckle Show (série TV) : Heckle and Jeckle
- 1956 : Hide and Peak : Katnip (voix)
- 1957 : Four Boys and a Gun : Cab driver
- 1957 : Pest Pupil : Baby Huey (voix)
- 1957 : Cat in the Act : Katnip (voix)
- 1957 : Sky Scrappers : Katnip (voix)
- 1957 : From Made to Worse : Katnip (voix)
- 1957 : Jumping with Toy : Baby Huey (voix)
- 1957 : One Funny Knight : Katnip (voix)
- 1958 : Sportickles : Narrator (voix)
- 1958 : Frighty Cat : Katnip (voix)
- 1958 : The Goddess : Second Man
- 1958 : You Said a Mouseful : Katnip (voix)
- 1959 : Owly to Bed : Katnip (voix)
- 1959 : Felineous Assault : Katnip (voix)
- 1959 : Fun on Furlough : Katnip (voix)
- 1959 : Huey's Father's Day : Baby Huey (voix)
- 1959 : Matty's Funday Funnies (série TV) : Baby Huey, Katnip, Additional Voices
- 1959 : Katnip's Big Day : Katnip (voix)
- 1961 : L'Arnaqueur (The Hustler) : First Man
- 1963 : The New Casper Cartoon Show (série TV) : Various voices
- 1963 : Pas de lauriers pour les tueurs (The Prize) : Actor (Acting Walter)
- 1979 : Les Fourgueurs (en) (Hot Stuff) de Dom DeLuise : Dog Trainer
- 1981 : Massacres dans le train fantôme (The Funhouse) : Stripshow MC
- 1983 : Hold-up en jupons (Easy Money) : Bet Taker
- 1987 : Et la femme créa l'homme parfait (Making Mr. Right) : Manny
- 1989 : Deux dollars sur un tocard (Let It Ride) : Solly Friedman
- 1991 : Red Wind (TV) : Comic
- 1992 : Folks! : Retired Attorney
- 1994 : My Father, ce héros (My Father the Hero) : Elderly Guest
- 1995 : Trop, c'est trop (Two Much) : Lincoln Brigade
- 2002 : Big Trouble : Airplane Retiree #2